# Geografía de Barbados
Barbados es una isla localizada entre el mar Caribe oriental y el océano Atlántico occidental, al noreste de Venezuela y Trinidad y Tobago, en un punto excéntrico del arco insular externo del mar Caribe. Está situada a 13°10′ de latitud norte del ecuador y 59°32′ de longitud oeste del meridiano de Greenwich.  
Geológicamente, está asociada con las islas de Tobago, Trinidad, Margarita y otras ubicadas al extremo norte de Sudamérica, antes que con San Vicente, que le es más próxima. 
Es una isla de 431 km² (166 m²), de 34 km de largo y 23 km de ancho, con un borde costero de 97 km (60 m). Por su área, Barbados puede compararse con Andorra. Bridgetown, la capital, está situada en un puerto natural en la costa suroeste de la isla.
Su geomorfología se caracteriza por su escaso relieve y la presencia de suaves laderas hacia la región central, más elevada, donde se encuentra el punto más alto del país, el Monte Hillaby, de 336 m. También destaca en la isla el cabo rocoso conocido como Pico Teneriffe, el cual que recibe su nombre del hecho de que la isla de Tenerife en España es la primera tierra al oriente de Barbados según la creencia de los lugareños.

## Clima

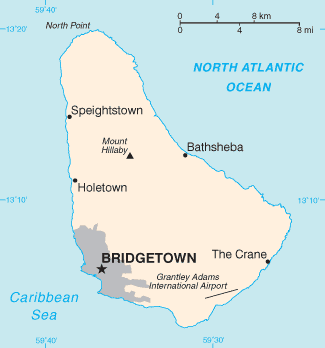
Mapa de Barbados

La isla de Barbados se encuentra dentro de la zona intertropical. Su agradable clima marítimo está influenciado por los frescos vientos alisios del noreste, que moderan la temperatura tropical. Estos prevalecen durante la temporada de diciembre a junio. Los rangos generales de temperatura anual fluctúan entre 24 y 28 °C (75,2 a 82,4 °F), pero temperaturas un poco más frescas prevalecen en zonas más elevadas de la isla. Los niveles de humedad fluctúan entre el 71 y el 76 por ciento todo el año. Las lluvias se presentan principalmente entre julio y diciembre y varían considerablemente con la altitud. Las precipitaciones pueden promediar 1875 milímetros (73,8 pulgadas) por año, en la zona central —más elevada—, en comparación con 1275 milímetros (50,2 pulgadas) en la zona costera. Es una de las islas caribeñas menos propensas a recibir huracanes.

## Población
Alrededor del 90% de la población de Barbados tiene ascendencia africana, el 4% es de origen europeo y el 6% restante es asiático o mestiza. Debido a la influencia británica, alrededor del 40% de los isleños son anglicanos. El resto son católicos, metodistas, bautistas o moravos. En términos generales, el 67% de la población es protestante. También existen pequeñas comunidades judías y musulmanas. El inglés es el idioma oficial como la lengua hablada por la población. 
De acuerdo con cifras del Barbados Statistical Service, se estima que al término del año 2010, la población de Barbados alcanzó a los 276.302 habitantes.
La tasa de crecimiento de la población de Barbados ha sido muy baja, menos del 1% desde los años 1960, más que todo debido a las esfuerzos de planificación familiar y a una elevada tasa de emigración. El gobierno isleño mantiene bajo este nivel debido a que Barbados es una de los países más densamente poblados del mundo (estimada en 640 hab./km²), la mayor parte residiendo en áreas rurales, y -junto con Bermudas- la isla más densamente poblada de Norteamérica. 
Los barbadenses emigraban mayormente a Norteamérica, las islas británicas y a otras islas de habla inglesa del mar Caribe. Actualmente, las tasas de migración son las estándares para la región.